# Pływanie na Letnich Igrzyskach Olimpijskich 2020 – 200 m stylem zmiennym kobiet
200 m stylem zmiennym kobiet – jedna z konkurencji pływackich, które odbyły się podczas XXXII Igrzysk Olimpijskich w Tokio. Eliminacje miały miejsce 26 lipca, półfinały 27 lipca, a finał konkurencji 28 lipca 2021 roku.

## Terminarz
Wszystkie godziny podane są w czasie japońskim (UTC+09:00) oraz polskim (CEST).
| Data          | Godzina rozpoczęcia | Godzina rozpoczęcia |            |
| Data          | UTC+09:00           | CEST                |            |
| ------------- | ------------------- | ------------------- | ---------- |
| 26 lipca 2021 | 19:56               | 12:56               | Eliminacje |
| 27 lipca 2021 | 11:58               | 4:58                | Półfinały  |
| 28 lipca 2021 | 11:45               | 4:45                | Finał      |

## Rekordy
Przed zawodami rekord świata i rekord olimpijski wyglądały następująco:
| Rekord            | Zawodniczka    | Czas    | Miejsce        | Data            |       |
| ----------------- | -------------- | ------- | -------------- | --------------- | ----- |
| Rekord świata     | Katinka Hosszú | 2:06,12 | Kazań          | 3 sierpnia 2015 | [ 2 ] |
| Rekord olimpijski | Katinka Hosszú | 2:06,58 | Rio de Janeiro | 9 sierpnia 2016 | [ 3 ] |

## Wyniki

### Eliminacje
| Miejsce | Wyścig | Tor | Zawodniczka            | Państwo           | Czas    | Uwagi |
| ------- | ------ | --- | ---------------------- | ----------------- | ------- | ----- |
| 1.      | 2      | 5   | Kate Douglass          | Stany Zjednoczone | 2:09,16 | Q     |
| 2.      | 4      | 4   | Katinka Hosszú         | Węgry             | 2:09,70 | Q     |
| 3.      | 3      | 5   | Abbie Wood             | Wielka Brytania   | 2:09,94 | Q     |
| 3.      | 4      | 5   | Alex Walsh             | Stany Zjednoczone | 2:09,94 | Q     |
| 5.      | 3      | 2   | Maria Ugolkova         | Szwajcaria        | 2:10,04 | Q,    |
| 6.      | 3      | 4   | Sydney Pickrem         | Kanada            | 2:10,13 | Q     |
| 7.      | 3      | 6   | Anastasia Gorbenko     | Izrael            | 2:10,21 | Q     |
| 8.      | 2      | 3   | Yu Yiting              | Chiny             | 2:10,22 | Q     |
| 9.      | 3      | 3   | Alicia Wilson          | Wielka Brytania   | 2:10,39 | Q     |
| 10.     | 2      | 4   | Yui Ōhashi             | Japonia           | 2:10,77 | Q     |
| 11.     | 4      | 7   | Cyrielle Duhamel       | Francja           | 2:11,11 | Q     |
| 12.     | 4      | 3   | Miho Teramura          | Japonia           | 2:11,22 | Q     |
| 13.     | 2      | 2   | Ilaria Cusinato        | Włochy            | 2:11,41 | Q     |
| 14.     | 4      | 2   | Sara Franceschi        | Włochy            | 2:11,47 | Q     |
| 15.     | 4      | 6   | Kim Seo-yeong          | Korea Południowa  | 2:11,54 | Q     |
| 16.     | 4      | 8   | Kristýna Horská        | Czechy            | 2:12,21 | Q     |
| 17.     | 2      | 7   | Dalma Sebestyén        | Węgry             | 2:12,42 |       |
| 18.     | 2      | 6   | Bailey Andison         | Kanada            | 2:12,52 |       |
| 19.     | 4      | 1   | Ellen Walshe           | Irlandia          | 2:13,34 |       |
| 20.     | 3      | 8   | África Zamorano        | Hiszpania         | 2:13,81 |       |
| 21.     | 3      | 7   | Fantine Lesaffre       | Francja           | 2:14,20 |       |
| 22.     | 3      | 1   | Wiktorija Zeynep Güneş | Turcja            | 2:14,41 |       |
| 23.     | 2      | 8   | Rebecca Meder          | Południowa Afryka | 2:14,79 |       |
| 24.     | 1      | 5   | McKenna DeBever        | Peru              | 2:15,86 |       |
| 25.     | 2      | 1   | Diana Petkova          | Bułgaria          | 2:16,70 |       |
| 26.     | 1      | 4   | Anja Crevar            | Serbia            | 2:17,62 |       |
| 27.     | 1      | 3   | Nicole Frank           | Urugwaj           | 2:18,93 |       |

### Półfinały

#### Półfinał 1
| Miejsce | Tor | Zawodniczka     | Państwo           | Czas    | Uwagi |
| ------- | --- | --------------- | ----------------- | ------- | ----- |
| 1.      | 5   | Alex Walsh      | Stany Zjednoczone | 2:09,57 | Q     |
| 2.      | 6   | Yu Yiting       | Chiny             | 2:09,72 | Q     |
| 3.      | 2   | Yui Ōhashi      | Japonia           | 2:09,79 | Q     |
| 4.      | 3   | Sydney Pickrem  | Kanada            | 2:09,94 | Q     |
| 5.      | 4   | Katinka Hosszú  | Węgry             | 2:10,22 | Q     |
| 6.      | 1   | Sara Franceschi | Włochy            | 2:11,71 |       |
| 7.      | 7   | Miho Teramura   | Japonia           | 2:12,14 |       |
| 8.      | 8   | Kristýna Horská | Czechy            | 2:12,85 |       |

#### Półfinał 2
| Miejsce | Tor | Zawodniczka        | Państwo           | Czas    | Uwagi |
| ------- | --- | ------------------ | ----------------- | ------- | ----- |
| 1.      | 4   | Kate Douglass      | Stany Zjednoczone | 2:09,21 | Q     |
| 2.      | 5   | Abbie Wood         | Wielka Brytania   | 2:09,56 | Q     |
| 3.      | 2   | Alicia Wilson      | Wielka Brytania   | 2:10,59 | Q     |
| 4.      | 3   | Maria Ugolkova     | Szwajcaria        | 2:10,65 |       |
| 5.      | 6   | Anastasia Gorbenko | Izrael            | 2:10,70 |       |
| 6.      | 7   | Cyrielle Duhamel   | Francja           | 2:10,84 |       |
| 7.      | 8   | Kim Seo-yeong      | Korea Południowa  | 2:11,38 |       |
| 8.      | 1   | Ilaria Cusinato    | Włochy            | 2:12,10 |       |

### Finał
| Miejsce | Tor | Zawodniczka    | Państwo           | Czas    | Uwagi |
| ------- | --- | -------------- | ----------------- | ------- | ----- |
| 1 !     | 2   | Yui Ōhashi     | Japonia           | 2:08,52 |       |
| 2 !     | 3   | Alex Walsh     | Stany Zjednoczone | 2:08,65 |       |
| 3 !     | 4   | Kate Douglass  | Stany Zjednoczone | 2:09,04 |       |
| 4.      | 5   | Abbie Wood     | Wielka Brytania   | 2:09,15 |       |
| 5.      | 6   | Yu Yiting      | Chiny             | 2:09,57 |       |
| 6.      | 7   | Sydney Pickrem | Kanada            | 2:10,05 |       |
| 7.      | 1   | Katinka Hosszú | Węgry             | 2:12,38 |       |
| 8.      | 8   | Alicia Wilson  | Wielka Brytania   | 2:12,86 |       |